# Oszakai metró
Az oszakai metró (japánul 大阪地下鉄) Oszaka metróhálózata.

## Története
A hálózat első szolgáltatása, a Midōsuji vonal Umedától Sinszaibasiig 1933-ban nyílt meg. Észak–déli fővonalként az egész hálózat legrégebbi és legforgalmasabb vonala. Mind ezt, mind a fő kelet–nyugati útvonalat, a Chūō-vonalat később északra, illetve keletre kiterjesztették. Ezek a bővítmények más vasúttársaságok tulajdonában vannak, de az Oszaka Metro és ezek a magánszolgáltatók is saját vonatokat közlekedtetnek a két szakasz között.